# Río Sardinata
El Río Sardinata es una fuente hídrica tributario del río Tibú en el  departamento Norte de Santander en Colombia. nace en el punto de La Vuelta, en el páramo de Guerrero, en el municipio de Villa Caro, a una altitud de 3100 m s. n. m., y tiene un curso aproximado de 17 miriámetros.
Aun cuando los terrenos que baña a su paso son de clima insalubre, ellos se distinguen por la riqueza de los bosques y lo fabuloso de sus minas. 
Recibe en el trayecto que recorre: por la banda izquierda, las quebradas San Juana, La Amarilla, La Esperanza y La Vega; por la derecha, los ríos Riecito y San Miguel, y las quebradas de La Sapa, José, La Esmeralda, La Resaca y la de Pedro José que desemboca en Puerto Reyes. De este sitio sigue el Sardinata por territorio colombiano hasta el punto de Tres Bocas, para continuar luego por territorio venezolano hasta ofrendar sus aguas en el río Catatumbo.